# مویل
روستای موئیل با قدمتی بالغ بر 3000 سال (بر اساس آثار تاریخی و آتشکده های حوالی روستا) است. وجود چشمه آبگرم موئیل سویی در مرکز روستا نشان از تمدن چند هزار ساله هست. آبگرم سنتی و درمانی موئیل سویی که به حالت سنتی حفظ شده است همه روزه به روی مسافران و گردشگران باز است. منطقه موئیل به دلیل قرار گیری در دامنه کوه آتشفشانی ساوالان ( سبلان)  دارای پتانسیل های زمین شناختی به‌ویژه زمین گرمایی فراوانی هست. وجود چشمه های آبگرم و معدنی در دل صخره ها و کنار رودخانه خیاوچایی، از جمله چشمه موئیل سویی، چشمه ملک سویی، چشمه دودو، چشمه یل سویی، چشمه آق سو، و چشمه قینرجه با درجه حرارت 84 درجه سانتی گراد از داغترین چشمه های آبگرم در دنیا هست. وجود ساختارهای زمین شناسی مثل گسل و توده های آذرین بیرونی چشم اندازهایی مانند آبشار جهنم دره و ملک سویی و صخره ها و پرتگاههای متنوعی را پدید آورده است. لیستی از مناطق گردشگری موئیل در زیر ارائه می شود. 
1- کوهستان ساوالان و قلل چهارگانه سولطان ساوالان، هرم، کسرا و جنوارداغ، 
2- آبشار های جهنم دره، ملک سویی، و گیویل 
3- چشمه های آبگرم 12 دهنه چشمه آبگرم و معدنی 
4- رودخانه خیاوچای 
5- دریاچه های صمدگلی، طاووس گولی و آت گولی 
6- جهنم دره و شیروان دره 
7- اقامتگاه های بومگردی، 
8- مجتمع های آبدرمانی 
9- ییلاقات تندیرلو، آیقار، اوو درسی و قوچ بلاغی 
10- غارهای تاریخی با قدمت چندصد ساله 

با توجه به تعدد زیاد نقاط گردشگری و همچنین کوهستانی بودن منطقه توصیه می شود گردشگران و تورها با یک لیدر محلی هماهنگ شوند. 
زبان روستا: ترکی آذربایجانی 
تعداد جمعیت ساکن روستا: 2500 نفر 
امکانات رفاهی: هتل، اقامتگاه، غذاخوری، قصابی، کبابی، قهوه خانه، تفرجگاه، سرویس بهداشتی، مجتمع های مدرن آبدرمانی، لیدر و راهنمای محلی، 

سوغات و صنایع دستی: پنیر مخصوص موئیل با نام تجاری پنیر ساوالان یا سبلان
صنایع دستی: فرش دست بافت در ابعاد مختلف

## جمعیت
بر اساس سرشماری سال ۱۳۹۵ جمعیت این روستا۲۵۰۰ نفر با ۶۰۰خانوار بوده‌است.